# Sancho II. Kastilský
Sancho II. Kastilský (španělsky Sancho el Fuerte, 1037? – 7. října 1072, Zamora) byl kastilský a leónský král.

## Život
Sancho se narodil jako prvorozený syn Ferdinanda Kastilského a Sanchy, dcery Alfonse V. Leónského. Oženil se s Albertou, známou z tehdejších listin pouze z jejího titulu Sanchovy manželky. Kastilské království získal po otcově smrti na konci roku 1065) a mladší bratři se stali králi Leónu a Galicie. Roku 1068 se utkal se svými sousedy a zároveň bratranci Sanchem Navarrským a Sanchem Aragonským v tzv. válce tří Sanchů u Llantadilla. Celý svůj krátký život bojoval s bratry o území. Byl zabit v říjnu 1072 při obléhání Zamory. Je pohřben v klášteře San Salvador de Oña.